# Vadonia danielorum
Vadonia danielorum là một loài bọ cánh cứng trong họ Cerambycidae.